# Demdike Stare
I Demdike Stare sono un gruppo musicale inglese fondato a Manchester. Il loro stile cupo e ambientale attinge alla musica per sonorizzazioni, al dub e alla musica etnica. Alcuni dei loro album hanno ricevuto giudizi molto positivi da parte degli specialisti e la critica.

## Discografia

### Album in studio
- 2010 – Liberation Through Hearing
- 2010 – Voices of Dust
- 2016 – Wonderland
- 2018 – Passion
- 2020 – Sketches of Everything (con Jon Collin)

### Extended play
- 2009 – Demdike Stare
- 2009 –  Demdike Stare
- 2010 –  Forest of Evil
- 2011 –  Elemental Parts One & Two: Chrysanthe & Violetta
- 2012 –  Elemental Part Three: Rose
- 2012 –  Elemental Part Four: Iris

### Singoli
- 2013 – Testpressing #001
- 2013 – Testpressing #002
- 2013 – Testpressing #003
- 2013 – Testpressing #004
- 2014 – Testpressing #005
- 2014 – Testpressing #006
- 2015 – Testpressing #007

### Album compilation
- 2009 – Symbiosis
- 2011 – Tryptych
- 2012 – Elemental